# يوسف الشاروني
يوسف الشاروني (14 أكتوبر 1924 ـ 19 يناير 2017)، كاتب قصص وناقد مصري.

## حياته
حصل الشاروني على ليسانس الآداب قسم الفلسفة - جامعة القاهرة عام 1945. أُحيل على المعاش وكيلاً لوزارة الثقافة، كان رئيساً لنادى القصة بالقاهرة من 2001 إلى 2006 ثم رئيس شرف النادى. عضو لجنة القصة بالمجلس الأعلى للثقافة. ولجنة الأدب بمكتبة الإسكندرية. كان عضواً في هيئة تحرير مجلة المجلة بالقاهرة وأستاذًا غير متفرغ للنقد الأدبي في كلية الإعلام بجامعة القاهرة من عام 1980 - 1982. عمل في سلطنة عمان كمستشار ثقافي من 1983 إلى 1990.
أقام المجلس الأعلى للثقافة في ديسمبر 1999 حفل تكريم بمناسبة عيد ميلاده الماسي، شارك فيه عدد من الأدباء والأصدقاء والتلاميذ والنقاد، واختتم بعرض فقرة درامية مستوحاه من سيرته الذاتية بمصاحبة فرقة الآلات الشعبية. ترجمت أعماله إلى الإنجليزية والألمانية والفرنسية والأسبانية.

## العائلة
- هو أخو الفنان صبحي الشاروني وكاتب الأطفال يعقوب الشاروني
- زوج السيدة نرجس صموئيل ووالد شادن الشاروني، المذيعة بالبرنامج الثقافى والدكتور شريف الشاروني بهولندا

## جوائز وأوسمة
- جائزة الدولة التشجيعية في القصة القصيرة (1969)
- وسام العلوم والفنون من الطبقة الأولى (1970)
- وسام الجمهورية من الطبقة الثانية (1979)
- جائزة الدولة التشجيعية في النقد الأدبي (1979)
- جائزة الدولة التقديرية في الآداب (2001)
- جائزة جائزة سلطان بن علي العويس الثقافية (2007)

## مؤلفاته

### قصص قصيرة
- العشاق الخمسة 1954
- رسالة إلى امرأة 1960
- الزحام 1969 (حصل على جائزة الدولة التشجيعية)
- حلاوة الروح 1971
- مطاردة منتصف الليل 1973
- آخر العنقود 1982
- الأم والوحش 1982
- الكراسي الموسيقية 1990
- المختارات 1990
- المجموعات القصصية الكاملة ج1 1992، الناشر: الهيئة المصرية العامة للكتاب - القاهرة
- المجموعات القصصية الكاملة ج2 1993، الناشر: الهيئة المصرية العامة للكتاب - القاهرة
- الضحك حتى البكاء 1997 الهيئة العامة لقصور الثقافة
- أجداد وأحفاد 2005 الهيئة العامة لقصور الثقافة

### روايات
- الغرق 2006 الهيئة المصرية العامة للكتاب - القاهرة
- سلسلة المكتبة الخضراء للاطفال

### نثر غنائي
- المساء الأخير 1963

### سيرة ذاتية
- ومضات الذاكرة 2003 المجلس الأعلى للثقافة - القاهرة

### النقد التطبيقي
- دراسات في الأدب العربي المعاصر، 1964 - مؤسسة التأليف والنشر - القاهرة
- دراسات في الرواية والقصة القصيرة، 1967 - مكتبة الأنجلو - القاهرة
- الرواية المصرية المعاصرة، 1973 - دار الهلال
- القصة القصيرة نظرياً وتطبيقياً، 1977 دار الهلال
- نماذج من الرواية المصرية، 1977 - الهيئة المصرية العامة للكتاب - القاهرة (حصل على جائزة الدولة التشجيعية في النقد)
- مع القصة القصيرة، 1985 الهيئة المصرية العامة للكتاب - القاهرة
- رحلتى مع الرواية، 1986 - دار المعارف
- في الأدب العماني الحديث، 1960- رياض الريس للكتب والنشر - لندن
- مع الرواية، 1994 - الهيئة المصرية العامة للكتاب - القاهرة
- في الأدب العماني، 2000 مركز الحضارة العربية - القاهرة
- الخيال العلمي في الأدب العربي المعاصر، 2000 - الهيئة المصرية العامة للكتاب - القاهرة
- من جراب الحاوى (دراسات في القصة القصيرة)، 2003 - مركز الحضارة العربية - القاهرة
- لغة الحوار بين العامية والفصحة، 2007 الهيئة المصرية العامة للكتاب - القاهرة
- قراءات في إبداعات (من عالمنا العربي)، 2007 - الهيئة العامة السورية للكتاب - دمشق
- قراءات في روايات، 2008 المجلس الأعلى للثقافة - القاهرة
- الحكاية في التراث العربي، 2008 المجلس الأعلى للثقافة - القاهرة

### النقد التنظيرى
- دراسات أدبية، 1964 - مكتبة النهضة القاهرة
- اللامعقول في الأدب المعاصر، 1969 مؤسسة التأليف والنشر - القاهرة
- القصة والمجتمع، 1977 سلسلة كتابك، دار المعارف - القاهرة
- مع الدراما، 1989 - الهيئة المصرية العامة للكتاب
- القصة تطورً وتمرداً، 1999 - الهيئة العامة لقصور الثقافة، ط2 2001 مركز الحضارة العربية
- الآدان في مالطة، الهيئة المصرية العامة للكتاب، 2005

### شخصيات أدبية
- الروائيون الثلاثة (نجيب محفوظ ويوسف السباعي ومحمد عبد الحليم عبد الله) 1980 ط1 الهيئة المصرية العامة للكتاب، ط2 2003 مركز الحضارة العربية
- أدباء ومفكرون 1994 الهيئة المصرية العامة للكتاب
- مع الأدباء 1999- المجلس الأعلى للثقافة
- أدباء من الشاطئ الآخر 2002 - مكتبة الأسرة، الهيئة المصرية العامة للكتاب
- مبدعون وجوائز 2003 الهيئة العامة لقصور الثقافة

### دراسات تراثية وتقديم تراث
- الحب والصداقة 1966 - دار الهلال. أُعيد نشره بعنوان «الحب والصداقة في التراث العربي والدراسات المعاصرة». دار المعارف، القاهرة، 1976. ط2 1982 ط3 1992
- قصص من التراث العماني 1988، توزيع مجان، مسقط
- مع التراث 1996 الهيئة المصرية العامة للكتاب
- عجائب الهند لبزرك من شهريار ط1 1990 رياض الريس ومشاركوه لندن ط2 1998 الهيئة العامة لقصور الثقافة
- أخبار الصين والهند لسليمان التاجر وأبي زيد حسن السيرافي 1999، الدار المصرية اللبنانية القاهرة

### مختارات
- سبعون شمعة في حياة يحيي حقي، 1975 - الهيئة المصرية العامة للكتاب «مشروع المكتبة العربية»
- الليلة الثانية بعد الألف، مختارات من القصة النسائية في مصر 1976، ط1 الهيئة المصرية العامة للكتاب «مشروع المكتبة العربية». ط2 2003 - سلسلة الكتاب الفضى، نادى القصة
- عشرون قصة حب (مختارات من القصة النسائية)، 1995 - كتاب اليوم دار أخبار اليوم

### مؤلفات أخرى عن سلطنة عمان
- سندباد في عمان، 1986 - الهيئة المصرية العامة للكتاب
- أعلام من عمان، 1990 - رياض الريس ومشاركوه المحدودة - لندن المملكة المتحدة
- ملامح عمانية، 1990 - رياض الريس ومشاركوه المحدودة - لندن المملكة المتحدة
- في ربوع عمان، 1990 - رياض الريس ومشاركوه المحدودة - لندن المملكة المتحدة
- البوسعيديون حكام سلطنة عمان، 2004 - مركز الحضارة العربية القاهرة
- سلطنة عمان بين التراث والمعاصرة، 2006 - مركز الحضارة العربية القاهرة

### ترجمات
- سينيكا، اوديب، إعداد تد هيوز، 1988 سلسلة المسرح العالمي، وزارة الإعلام بالكويت
- صوفى تريدويل، الآلية، 1988 سلسلة المسرح العالمي، وزارة الإعلام بالكويت
- جون بولدستون، ميدان باركلى، 1990 سلسلة المسرح العالمي، وزارة الإعلام بالكويت
- سير روبرت هاي، دول الخليج الفارسي، 2004 المجلس الأعلى للثقافة، القاهرة

## تُرجم له

### إلى الإنجليزية
- Blood Feud, transl. by Denys Johnson-Davies Heinman (London, 1983) pp. 137. In Arab Authors (1984) The American University in Cairo Press (1991)
- The Five Lovers. General Egyptian Book Organization, 1988

### إلى الألمانية
-Nachrichten aus Ägypten, (Deutsch von Nagi Naguib, LCB Editionen 47 (Berliner Künstlerprogramm des DAAD 1977). l
كما تـُرجمت له قصص الي لغات أخرى مثل: الفرنسية والأسبانية والهولندية والسويدية والبولندية والروسية والصينية والدنماركية.

## مؤلفات عنه
- الخوف والشجاعة، بقلم مجموعة من النقاد، 1976 - كتابات معاصرة القاهرة
- نعيم عطية، يوسف الشاروني وعالمه القصصي 1994 - الهيئة العامة لقصور الثقافة ط2 2000 مركز الحضارة العربية
- يوسف الشارونى مبدعاً وناقداً 1995- الهيئة المصرية العامة للكتاب
- مصطفى بيومي، معجم أسماء قصص يوسف الشاروني 1999 - مركز الحضارة العربية
- هيثم الحج على، التجريب في القصة القصيرة: قصة يوسف الشاروني نموذجاً، 2000 - الهيئة العامة لقصور الثقافة
- كيت دانيالز، مدركات النفس والآخر في قصص يوسف الشاروني، ترجمة محمد الحديدي 2003 - المجلس الأعلى للثقافة القاهرة (رسالة دكتوراه)
- يوسف الشاروني صارخاً في البرية (دراسات وكلمات تكريمية في مناسبات احتفالية) 2003 -الهيئة المصرية العامة للكتاب
- مصطفى بيومي، معجم حيوان قصص يوسف الشاروني، مركز الحضارة العربية، 2003

## وفاته
توفي يوسف الشاروني يوم الخميس 19 يناير 2017.